# テタ・ランド
アルベルト・テタ・ランド（Alberto Teta Lando,1948年6月2日  - 2008年7月14日）とは、アンゴラのミュージシャンである。
アンゴラ北部ザイーレ州のンバンザ・コンゴにて、コンゴ人として生まれた。彼はポルトガル語圏アフリカとポルトガル以外では著名ではない。
彼の音楽は、内戦やアンゴラからの亡命者のサウダーデ（郷愁に近い意味だが、日本語に正確に訳すことは不可能な概念）、若い愛や家族などアンゴラのアイデンティティに焦点を当てている。彼はポルトガル語とコンゴ語の双方で話し、歌った。彼の最も良く知られた歌として、"Irmao ama teu irmao"（兄弟よ、愛する君の兄弟よ）とEu vou voltar"（我帰還す）が存在する。
彼はフランスのパリにて、2008年7月14日に悪性腫瘍との闘病の末に亡くなった。彼の最期の数年間は、多くのアンゴラの音楽グループを再結成させようとしていた。

## ディスコグラフィー
- Memórias 1968-1990 (Teta Lando Produções, Luanda, Angola)

## 脚註
1. ↑  “アーカイブされたコピー”. 2009年9月30日時点のオリジナルよりアーカイブ。2009年7月17日閲覧。
2. ↑  
“President Dos Santos Praises Singer Teta Lando's Election”.   www.angolapress-angop.ao. 2008年4月15日閲覧。